# Éplessier
Éplessier est une commune française située dans le département de la Somme en région Hauts-de-France.

## Géographie

### Localisation
Éplessier est un village picard de l'Amiénois.
Limitrophe de Poix-de-Picardie, la localité est située à 27 km au sud-ouest d'Amiens, 37 km au sud-est d'Abbeville et à 39 km au nord-ouest de Beauvais à vol d'oiseau.
Le territoire de la commune est limitrophe de ceux de huit communes.    
Les communes limitrophes sont  Caulières, Croixrault, Lachapelle, Meigneux, Poix-de-Picardie, Sainte-Segrée, Saulchoy-sous-Poix et Thieulloy-l'Abbaye.

### Hydrographie
La commune est traversée par la ligne de partage des eaux entre les bassins hydrographiques Artois-Picardie et Seine-Normandie. Elle n'est drainée par aucun cours d'eau.

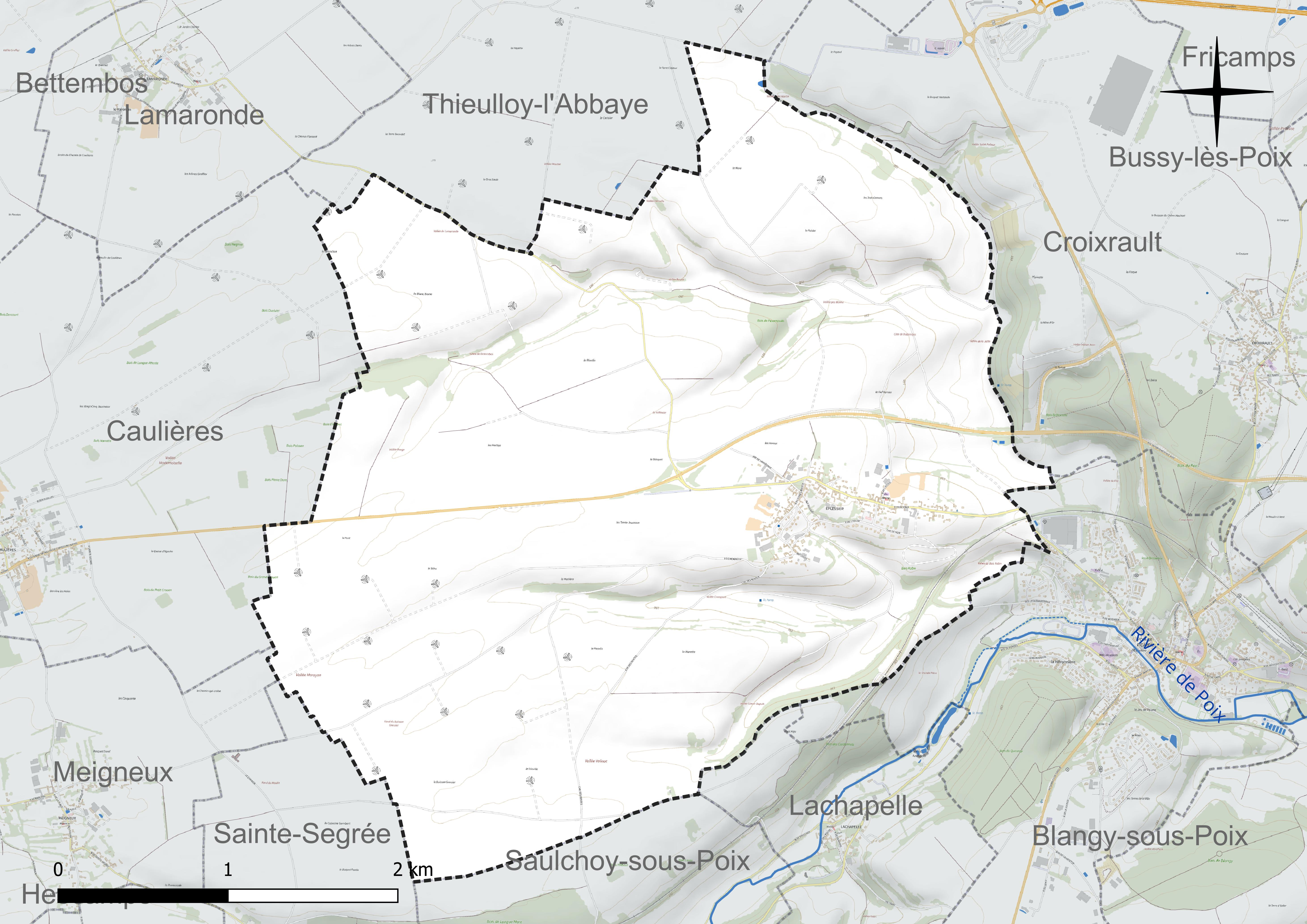
Réseau hydrographique d'Éplessier.

### Climat
Pour des articles plus généraux, voir Climat des Hauts-de-France et Climat de la Somme.
En 2010, le climat de la commune est de type climat océanique dégradé des plaines du Centre et du Nord, selon une étude du CNRS s'appuyant sur une série de données couvrant la période 1971-2000. En 2020, Météo-France publie une typologie des climats de la France métropolitaine dans laquelle la commune est exposée à un climat océanique et est dans la région climatique Côtes de la Manche orientale, caractérisée par un faible ensoleillement (1 550 h/an) ; forte humidité de l'air (plus de 20 h/jour avec humidité relative > 80 % en hiver), vents forts fréquents.
Pour la période 1971-2000, la température annuelle moyenne est de 10,1 °C, avec une amplitude thermique annuelle de 13,8 °C. Le cumul annuel moyen de précipitations est de 796 mm, avec 12,2 jours de précipitations en janvier et 8,4 jours en juillet. Pour la période 1991-2020, la température moyenne annuelle observée sur la station météorologique la plus proche, située sur la commune de Saint-Arnoult à 19 km à vol d'oiseau, est de 10,4 °C et le cumul annuel moyen de précipitations est de 797,2 mm,. Pour l'avenir, les paramètres climatiques de la commune estimés pour 2050 selon différents scénarios d'émission de gaz à effet de serre sont consultables sur un site dédié publié par Météo-France en novembre 2022.

## Urbanisme

### Typologie
Au 1er janvier 2024, Éplessier est catégorisée commune rurale à habitat dispersé, selon la nouvelle grille communale de densité à sept niveaux définie par l'Insee en 2022.
Elle est située hors unité urbaine. Par ailleurs la commune fait partie de l'aire d'attraction d'Amiens, dont elle est une commune de la couronne,. Cette aire, qui regroupe 369 communes, est catégorisée dans les aires de 200 000 à moins de 700 000 habitants,.

### Occupation des sols
L'occupation des sols de la commune, telle qu'elle ressort de la base de données européenne d'occupation biophysique des sols Corine Land Cover (CLC), est marquée par l'importance des territoires agricoles (97,2 % en 2018), une proportion sensiblement équivalente à celle de 1990 (97,5 %). La répartition détaillée en 2018 est la suivante : 
terres arables (86,1 %), zones agricoles hétérogènes (6,8 %), prairies (4,2 %), zones urbanisées (2,8 %). L'évolution de l'occupation des sols de la commune et de ses infrastructures peut être observée sur les différentes représentations cartographiques du territoire : la carte de Cassini (XVIIIe siècle), la carte d'état-major (1820-1866) et les cartes ou photos aériennes de l'IGN pour la période actuelle (1950 à aujourd'hui).

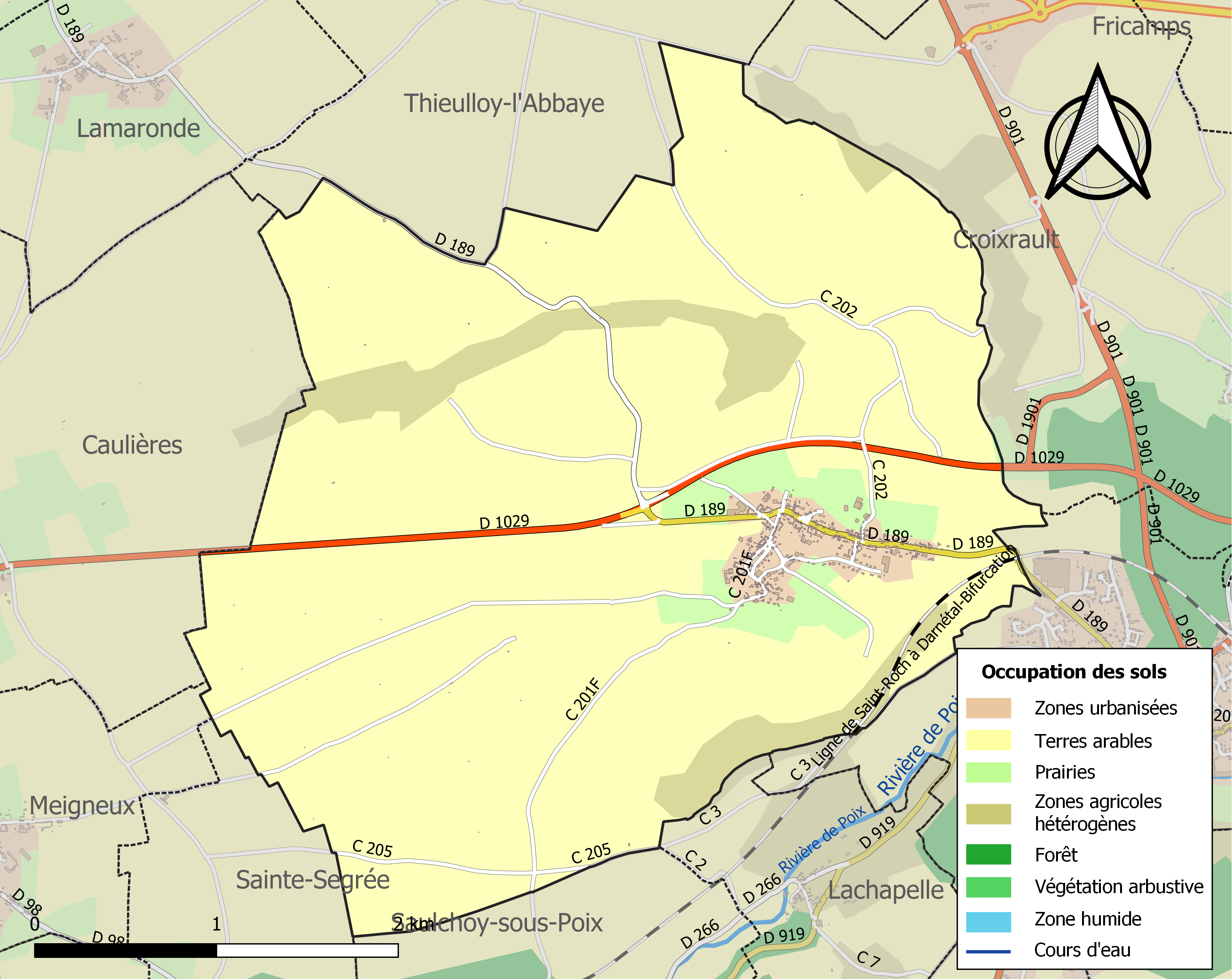
Carte des infrastructures et de l'occupation des sols de la commune en 2018 (CLC).

### Voies de communication et transports
Éplessier est desservi par le tracé initial de la RN 29, dont la déviation par l'actuelle RD 1029 contourne le village. L'A29 a un échangeur, Croixrault, proche du village.
En 2019, la localité est desservie par les lignes de bus du réseau Trans'80, chaque jour de la semaine, sauf le dimanche et les jours fériés.
La Ligne de Saint-Roch à Darnétal-Bifurcation y passe, mais la station la plus proche, desservie par la liaison TER Hauts-de-France  ou TER Normandie Rouen-Rive-Droite - Amiens - Lille-Flandre, est la gare de Poix-de-Picardie.

## Toponymie
Une lettre de Charles VI mentionne Placeta en 1208. Suivront Pleisseium, Les Plaissies et Plessiers-sous-Poix, ainsi que Speiis, Speisa, Septa en 1118; Piaissemm en 1256; Es-Plaisiers-deseur-Pois en  1315: Plexeyum-super-Pisceyum en 1316; Ptessier en 1387; Placetis (de) juxta Pisceyxm en  1503; Esptaissiers en  1576-1623; Epléciel en 1731.
Sous l'Ancien Régime, la localité est mentionnée sous le nom d'Eplesiel d'après l'inspecteur des manufactures d'Aumale et  Esplaisiers d'après le dénombrement du Royaume de 1735.
D'abord, du pluriel de l'oïl plaissié « haie », « clos », traduit par le latin saepta « clôtures », « barrières ».[source insuffisante]

## Histoire
Sous l'Ancien Régime, Eplessier était une paroisse du doyenné de Poix. L'abbaye Saint-Quentin de Beauvais nommait le curé.
Sur le plan civil, elle dépendait de la prévôté du Beauvais, du bailliage et de l'élection d'Amiens, de l'intendance de Picardie, du grenier à sel de Grandvilliers, puis, à partir de 1726, de celui d'Aumale.

## Politique et administration

### Rattachements administratifs et électoraux
La commune se trouve dans l'arrondissement d'Amiens du département de la Somme. Pour l'élection des députés, elle fait partie depuis 2012 de la quatrième circonscription de la Somme.
Elle fait partie depuis 1793 du canton de Poix-de-Picardie. Dans le cadre du redécoupage cantonal de 2014 en France, ce canton, où la commune reste intégrée, est modifié et agrandi.

### Intercommunalité
La commune était membre de la communauté de communes du Sud-Ouest Amiénois (CCSOA), créée en 2004.
Dans le cadre des dispositions de la loi portant nouvelle organisation territoriale de la République du 7 août 2015, qui prévoit que les établissements publics de coopération intercommunale (EPCI) à fiscalité propre doivent avoir un minimum de 15 000 habitants, la préfète de la Somme propose en octobre 2015 un projet de nouveau schéma départemental de coopération intercommunale (SDCI) qui prévoit la réduction de 28 à 16 du nombre des intercommunalités à fiscalité propre du département.
Ce projet prévoit la « fusion des communautés de communes du Sud-Ouest Amiénois, du Contynois et de la région d'Oisemont », le nouvel ensemble de 37 412 habitants regroupant 120 communes,. À la suite de l'avis favorable de la commission départementale de coopération intercommunale en janvier 2016, la préfecture sollicite l'avis formel des conseils municipaux et communautaires concernés en vue de la mise en œuvre de la fusion.
La communauté de communes Somme Sud-Ouest (CC2SO), dont est désormais membre la commune, est ainsi créée au 1er janvier 2017.

### Liste des maires
| Période                                  | Période                      | Identité         | Étiquette | Qualité              |
| ---------------------------------------- | ---------------------------- | ---------------- | --------- | -------------------- |
| Les données manquantes sont à compléter. |                              |                  |           |                      |
| 1977                                     | 2008                         | Guy Boyeldieu    |           |                      |
| mars 2008                                | mai 2020                     | M. Usmée Louart  |           |                      |
| mai 2020                                 | En cours (au 8 octobre 2020) | Patricia Rimbaul |           | Cadre socio-éducatif |

## Population et société

### Démographie
L'évolution du nombre d'habitants est connue à travers les recensements de la population effectués dans la commune depuis 1793. Pour les communes de moins de 10 000 habitants, une enquête de recensement portant sur toute la population est réalisée tous les cinq ans, les populations de référence des années intermédiaires étant quant à elles estimées par interpolation ou extrapolation. Pour la commune, le premier recensement exhaustif entrant dans le cadre du nouveau dispositif a été réalisé en 2008.

En 2022, la commune comptait 342 habitants, en évolution de −7,57 % par rapport à 2016 (Somme : −1,26 %, France hors Mayotte : +2,11 %).
| 1793 | 1800 | 1806 | 1821 | 1831 | 1836 | 1841 | 1846 | 1851 |
| ---- | ---- | ---- | ---- | ---- | ---- | ---- | ---- | ---- |
| 422  | 445  | 420  | 404  | 407  | 419  | 437  | 431  | 411  |

| 1856 | 1861 | 1866 | 1872 | 1876 | 1881 | 1886 | 1891 | 1896 |
| ---- | ---- | ---- | ---- | ---- | ---- | ---- | ---- | ---- |
| 371  | 385  | 418  | 367  | 339  | 308  | 310  | 332  | 312  |

| 1901 | 1906 | 1911 | 1921 | 1926 | 1931 | 1936 | 1946 | 1954 |
| ---- | ---- | ---- | ---- | ---- | ---- | ---- | ---- | ---- |
| 284  | 270  | 269  | 295  | 283  | 281  | 280  | 313  | 303  |

| 1962 | 1968 | 1975 | 1982 | 1990 | 1999 | 2006 | 2008 | 2013 |
| ---- | ---- | ---- | ---- | ---- | ---- | ---- | ---- | ---- |
| 311  | 288  | 259  | 250  | 312  | 339  | 368  | 376  | 380  |

| 2018 | 2022 | - | - | - | - | - | - | - |
| ---- | ---- | - | - | - | - | - | - | - |
| 353  | 342  | - | - | - | - | - | - | - |

### Enseignement
Les communes de Croixrault et Éplessier gèrent l'enseignement primaire au sein d'un regroupement pédagogique intercommunal. Pour l'année scolaire 2023-2024, 48 élèves sont scolarisés à Éplessier du CE1 au CM2 ; les élèves de maternelle et de CP se trouvent à Croixrault.

## Culture locale et patrimoine

### Lieux et monuments
- Église Notre-Dame-de-la-Trinité[37].

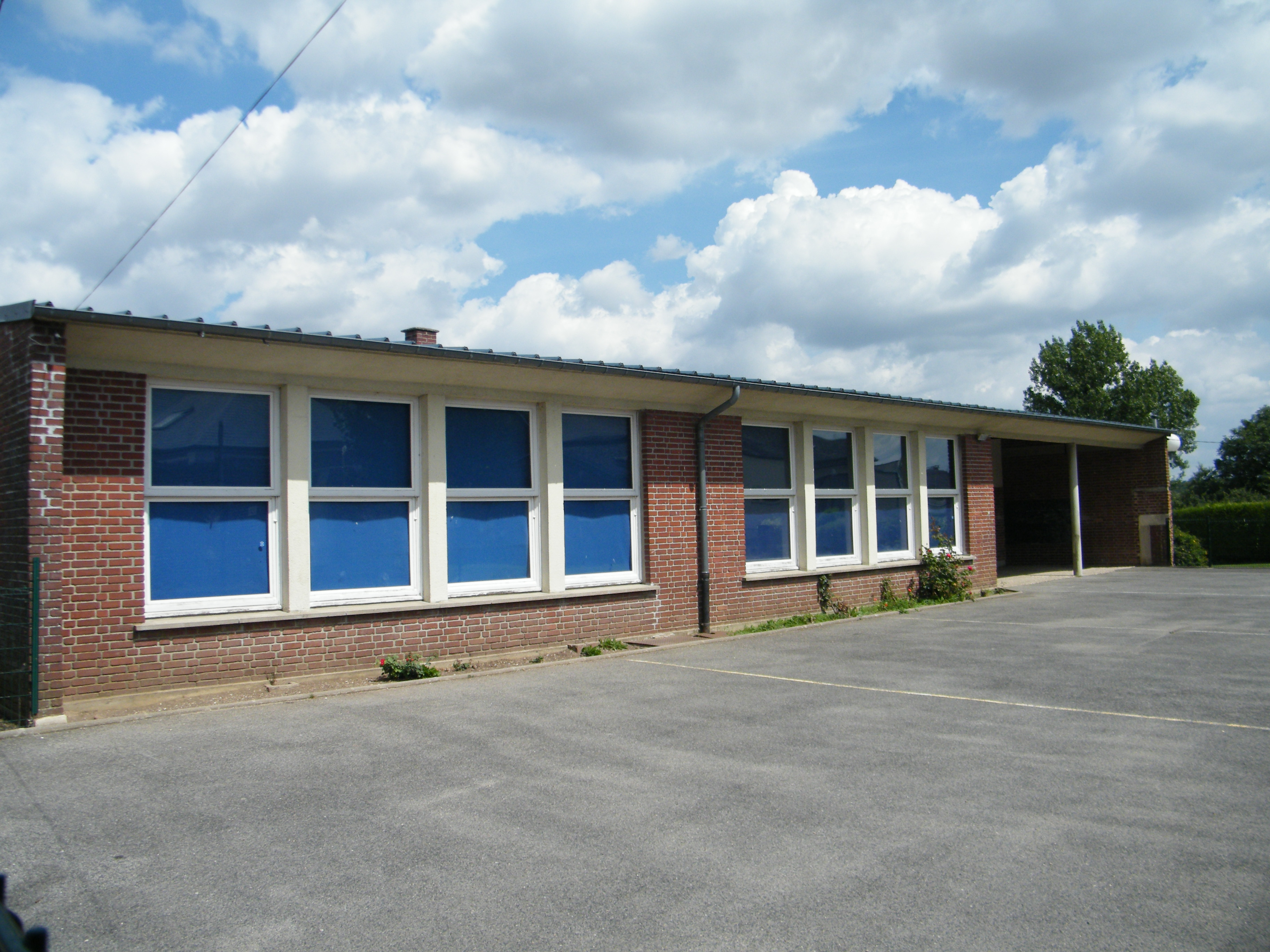
L'école.
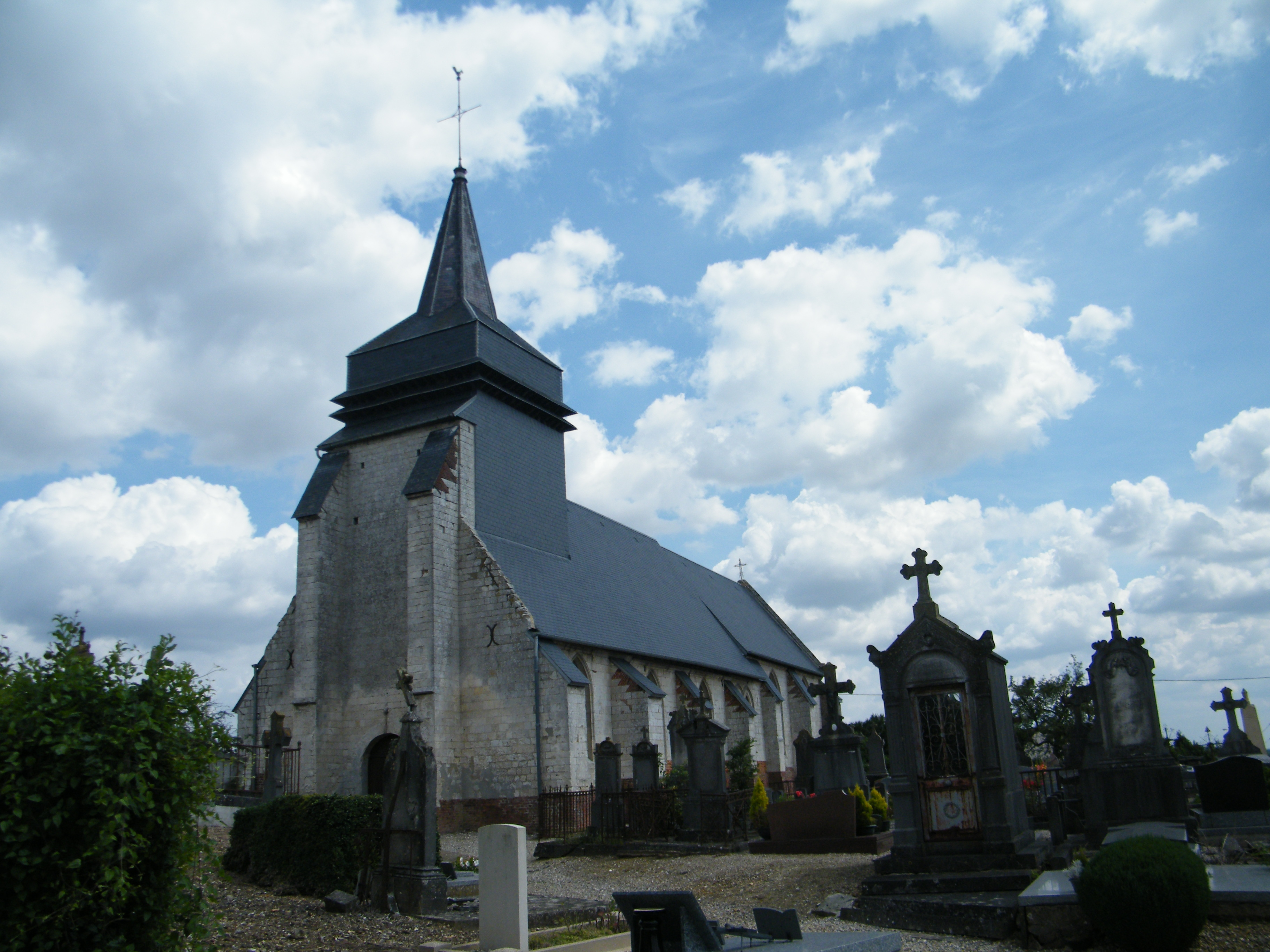
L'église Notre-Dame-de-la-Trinité.
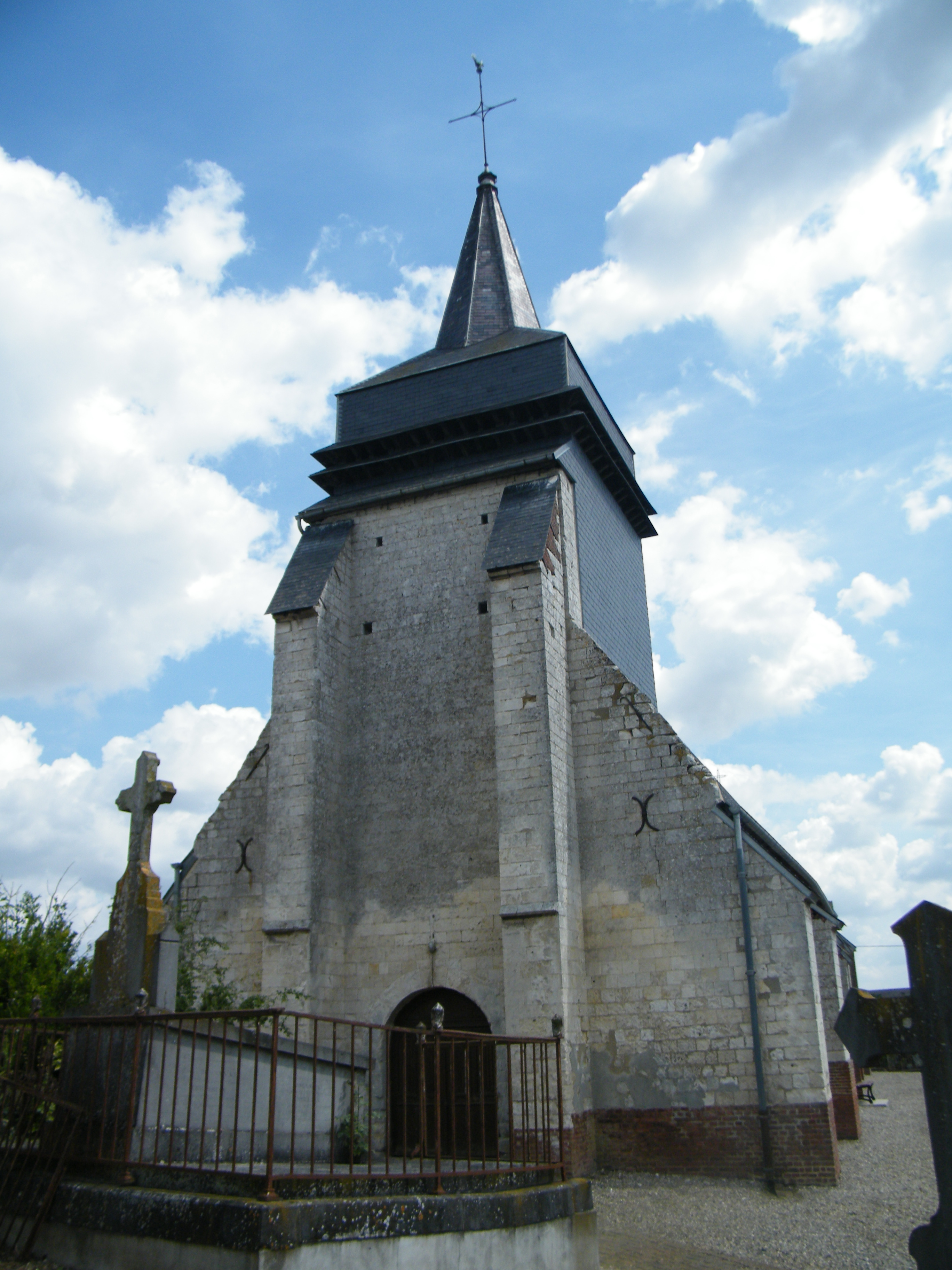
Façade principale de l'église.
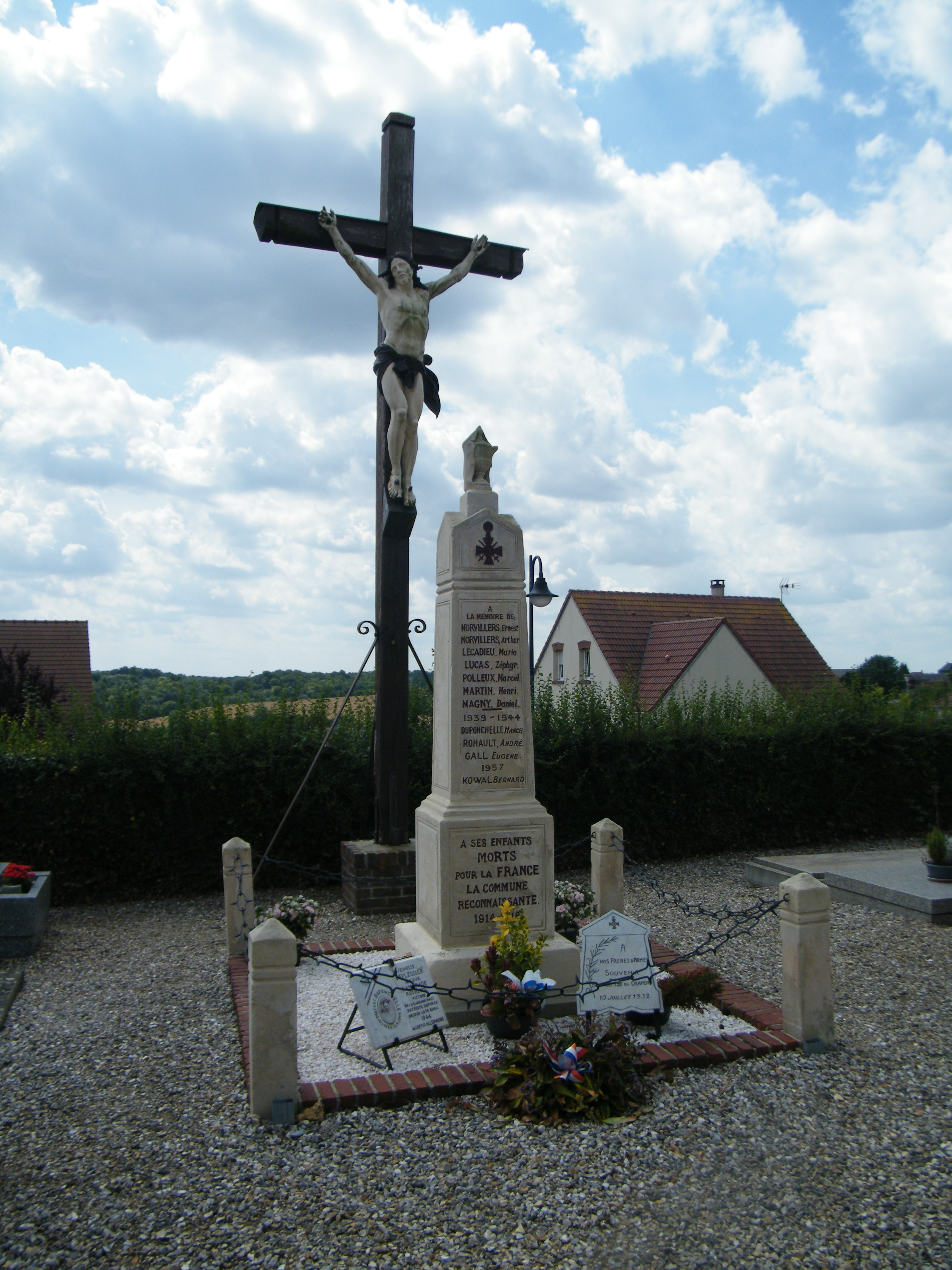
Le monument aux morts et le calvaire.
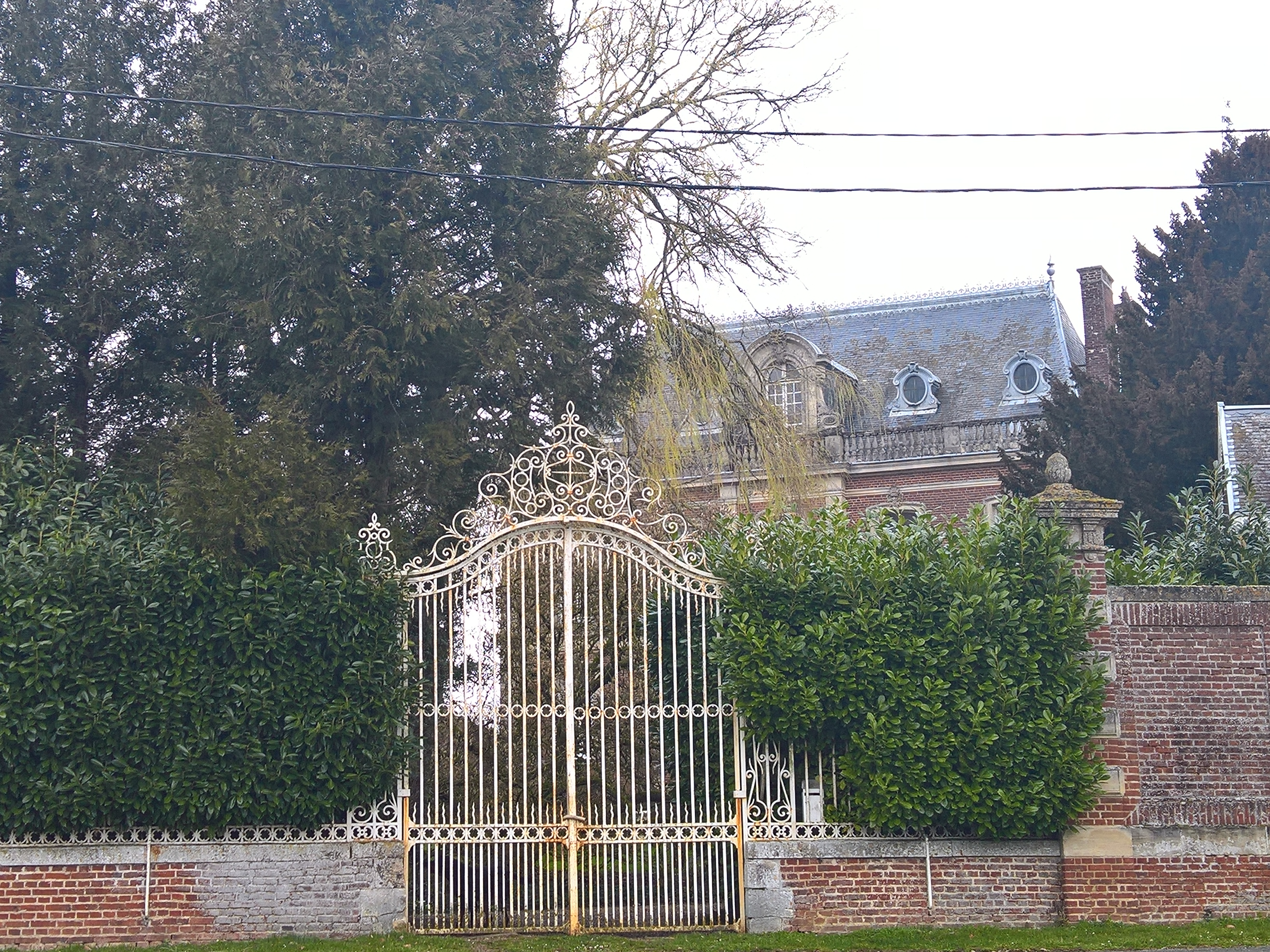
Le Château

## Pour approfondir